# 엔터테이너스
《엔터테이너스》는 대한민국 방송사인 Mnet에서 방송된 프로그램으로, 가요계의 권모술수와 이면들을 실재 캐릭터를 바탕으로 한 허구로 풍자하는 리얼리티와 드라마가 혼합된 장르의 루머와 진실 사이의 블랙드라마이다.

## 출연자
- 윤종신
- 뮤지
- 조정치
- 박지윤
- 김예림
- 틴탑
- 허정도
- 김정화
- 유주혜